# Stolidoptera tachasara
Stolidoptera tachasara is een vlinder uit de familie van de pijlstaarten (Sphingidae). De wetenschappelijke naam van de soort werd in 1888 gepubliceerd door Herbert Druce.

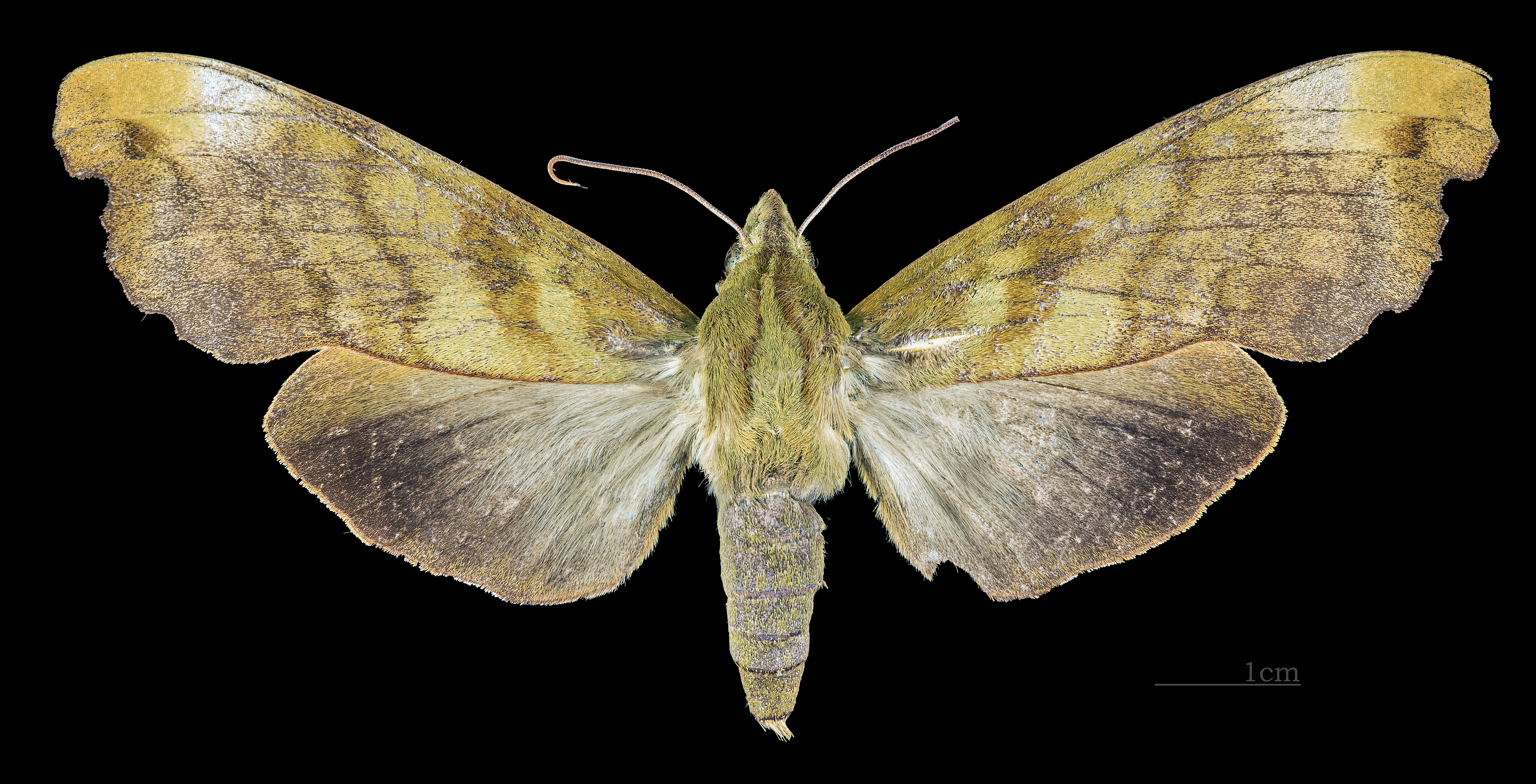
♀
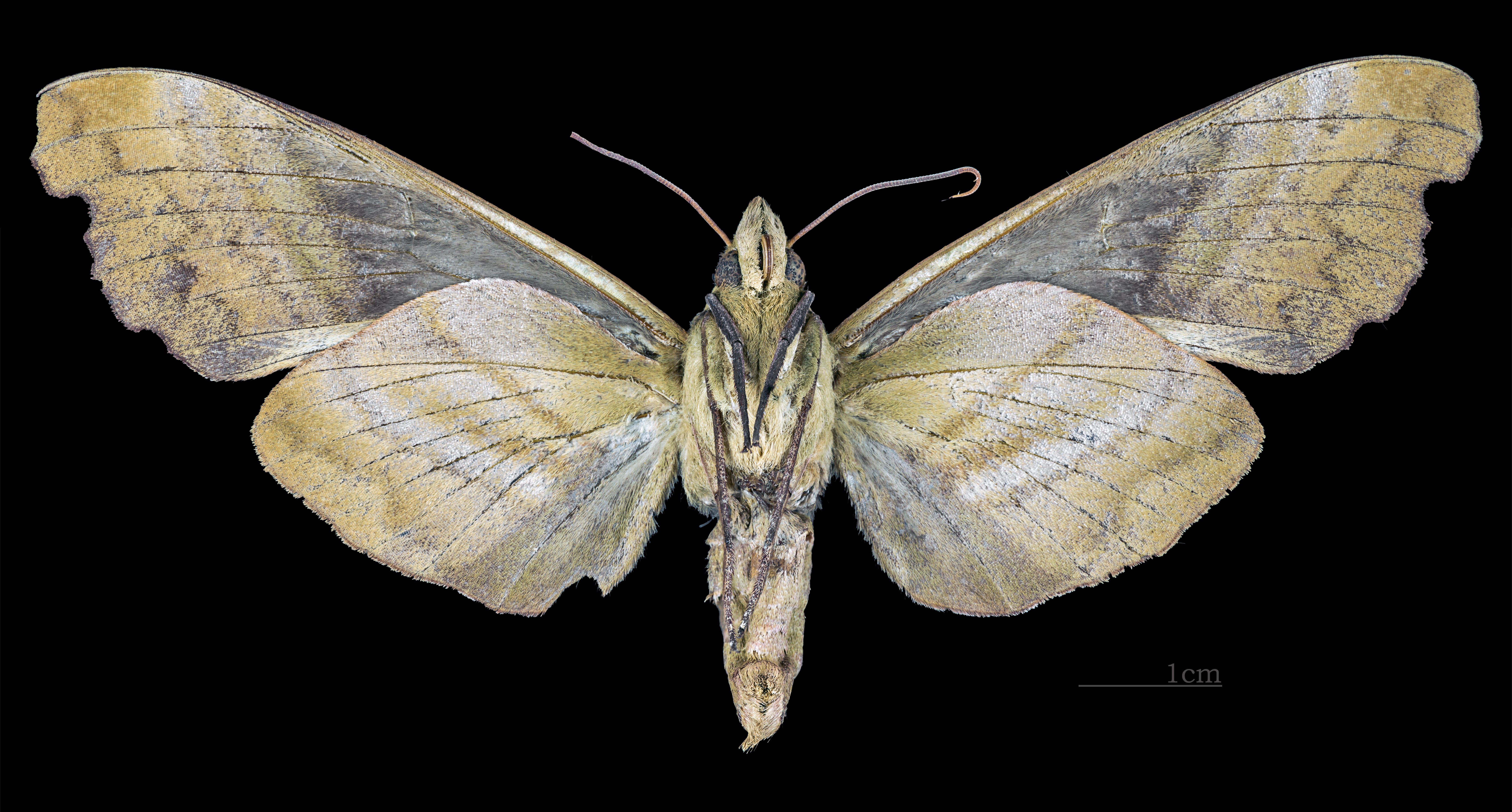
♀ △